# 庄内町櫟木
庄内町櫟木（しょうないちょういちぎ）は、大分県由布市内の大字。郵便番号は879-5404。

## 地理
由布市の中東部、大分川中流域左岸に位置する。旧庄内町のうち旧阿南村に属し、阿南村および庄内町の東端をなしている。庄内町東長宝、挾間町時松、挾間町鬼瀬と接し、大分川を挟み挾間町篠原、挾間町小野と接する。

## 歴史
- 1889年4月1日 - 町村制の施行により、阿南村が発足。（大分郡南阿南村）。
- 1954年11月1日 - 阿南村・東庄内村・西庄内村・南庄内村・阿蘇野村が合併し、大分郡庄内村が成立。（大分郡庄内村）
- 1955年4月1日 - 町制施行により大分郡庄内町が成立。（大分郡庄内町大字櫟木）
- 2005年10月1日 - 挾間町・庄内町・湯布院町で新設合併、市政施行で由布市が成立。大字表記および、小字が廃止される（由布市庄内町櫟木）[3]。

## 小・中学校の学区
市立小・中学校に通う場合、学区は以下の通りとなる。
| 町名       | 小学校             | 中学校             |
| ---------- | ------------------ | ------------------ |
| 庄内町櫟木 | 由布市立阿南小学校 | 由布市立庄内中学校 |

## 交通

### 鉄道
JR久大本線が通っているが駅は設置されていない。最寄り駅は鬼瀬駅。

### バス
かつては、大分バスが路線を営業していたが、由布市コミュニティバス・竹田市コミュニティバスに転換している。

### 道路
- 国道210号

## 施設
- 篠原ダム